# Planetenstelsel

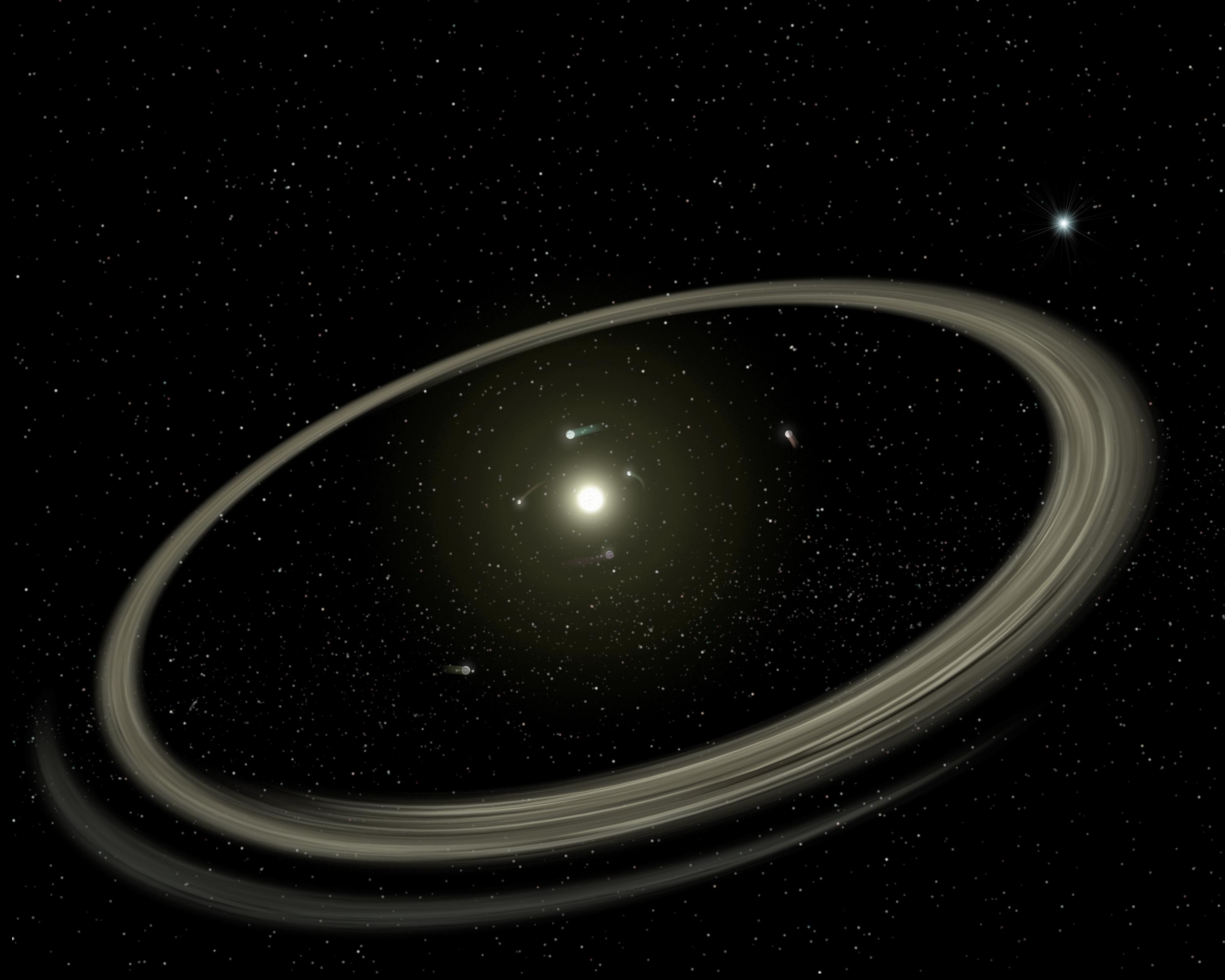
Artistiek concept van een planetenstelsel.

Een planetenstelsel (zeldzamer zonnestelsel) is een verzameling van hemellichamen met minstens twee planeten die door de zwaartekracht van een centrale (al dan niet meervoudige) ster bijeen wordt gehouden. Corresponderend met de Engelse termen kan dit ook een multiplanetair stelsel worden genoemd, waarbij een planetair stelsel ook slechts één planeet kan hebben.
Planetenstelsels worden vernoemd naar deze centrale sterren, hoewel de sterren zelf geen planeten zijn. Zo is bijvoorbeeld het zonnestelsel met 8 planeten naar de Zon vernoemd, en het Gliese 876-stelsel vernoemd naar de ster Gliese 876, waar 4 planeten omheen cirkelen.

## Ontdekking planetenstelsels
Het zonnestelsel was het enige bekende planetenstelsel tot in 1992 het bestaan van twee exoplaneten werd bewezen rond de pulsar PSR B1257+12 (namelijk PSR B1257+12A en PSR B1257+12B). Het Upsilon Andromedae-stelsel was in 1999 het eerst ontdekte planetenstelsel rond een hoofdreeksster en dubbelster: 3 planeten bleken in een baan rond Upsilon Andromedae A te zweven.
In september 2011 werd ontdekt dat de planeet Kepler-16b rond beide sterren van de dubbelster Kepler-16 cirkelt. Op 5 december 2011 werd bevestigd dat rond Kepler-22 de planeet Kepler-22b zweeft binnen de bewoonbare zone, voor het eerst buiten het zonnestelsel (waarin slechts de Aarde en Mars binnen de zone vallen). Hoewel deze twee Kepler-vondsten bijzonder zijn, hebben beide stelsels nog maar één bevestigde planeet en zijn daarom formeel (nog) niet als 'planetenstelsels' te omschrijven.
In mei 2025 zijn er 978 planetenstelsels (met meer dan één planeet) bekend, het zonnestelsel niet inbegrepen.

## Galerij

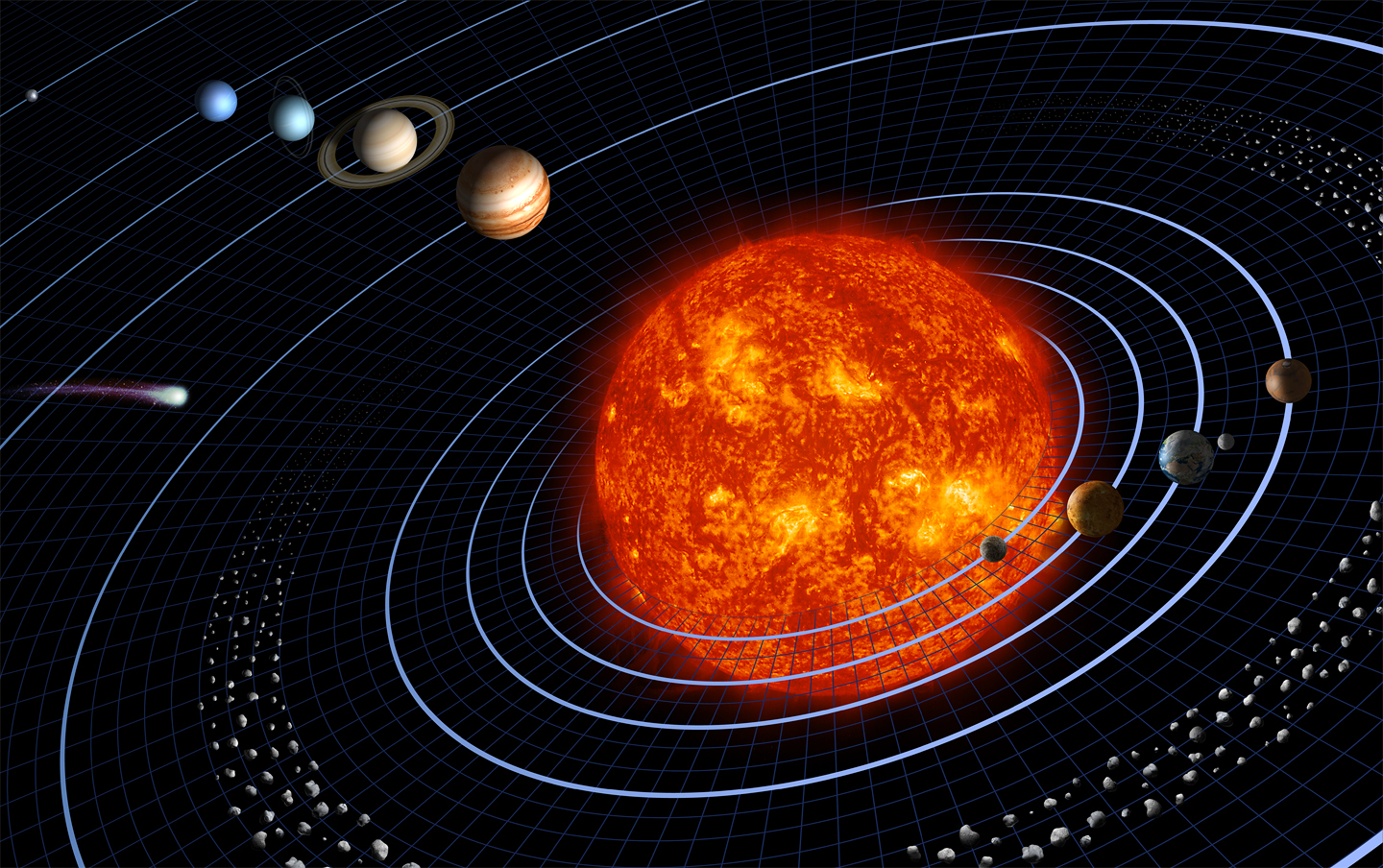
Het zonnestelsel (niet op schaal).
Animatie van het HD 10180-stelsel.
- Animatie van het HD 188753-stelsel.
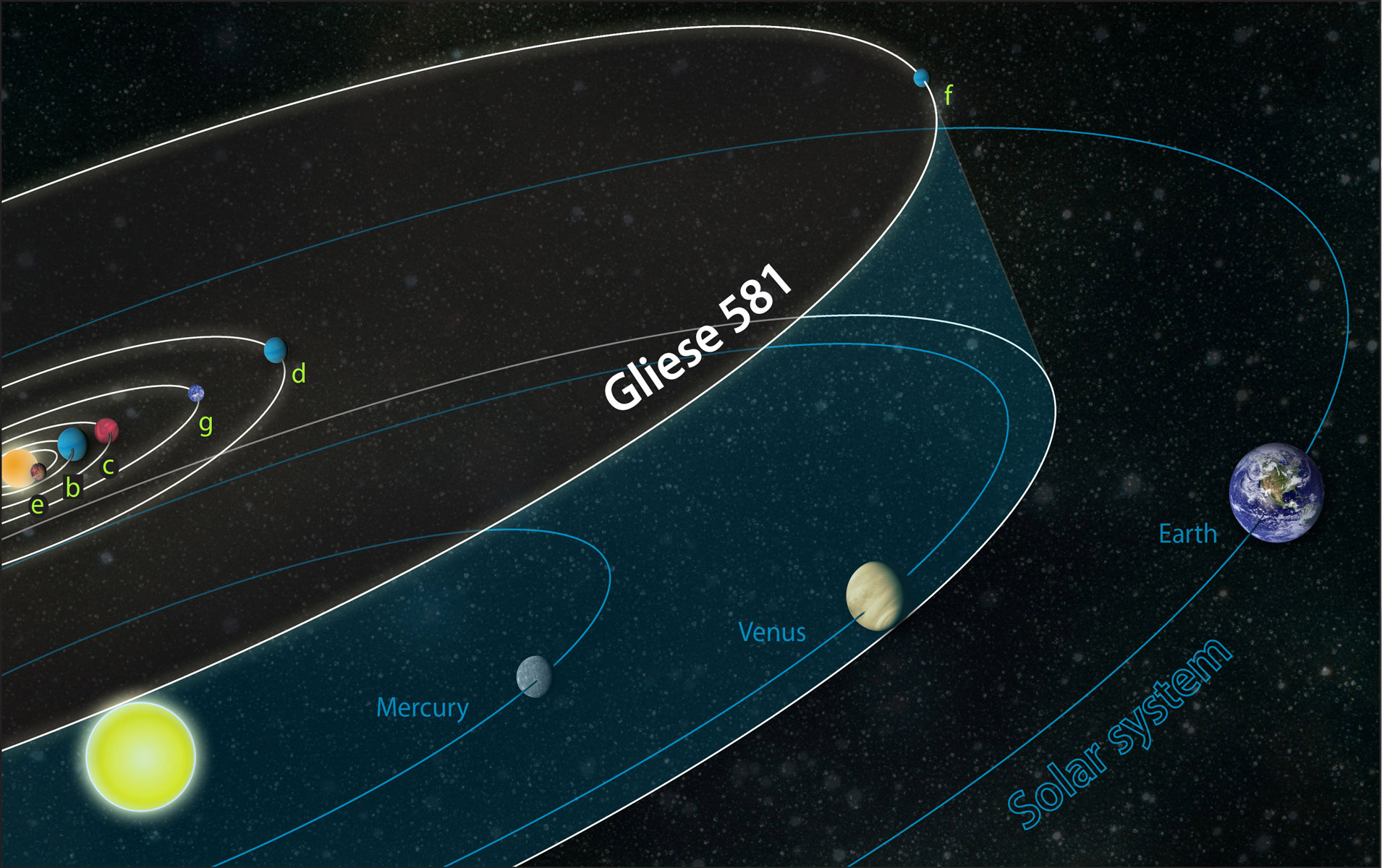
Het Gliese 581-stelsel vergeleken met de kern van het zonnestelsel.
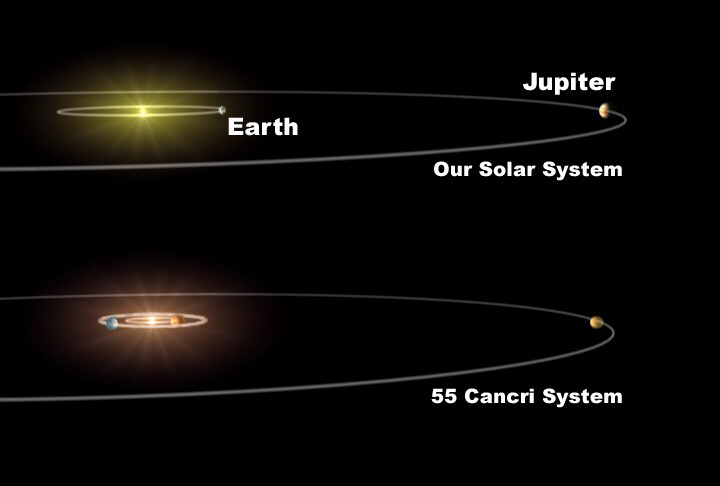
Het 55 Cancri-stelsel vergeleken met het zonnestelsel.
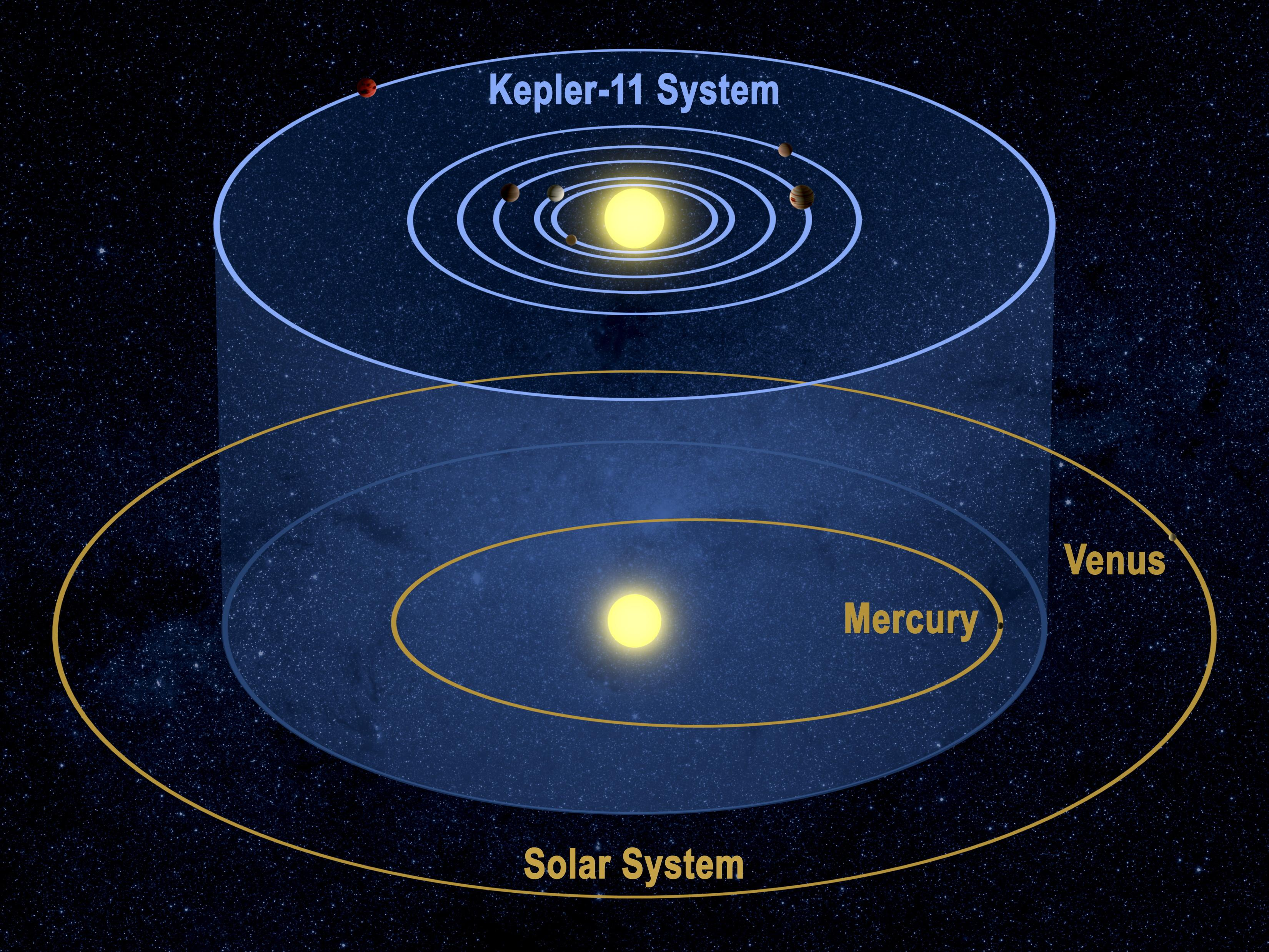
Het Kepler-11-stelsel vergeleken met de kern van het zonnestelsel.
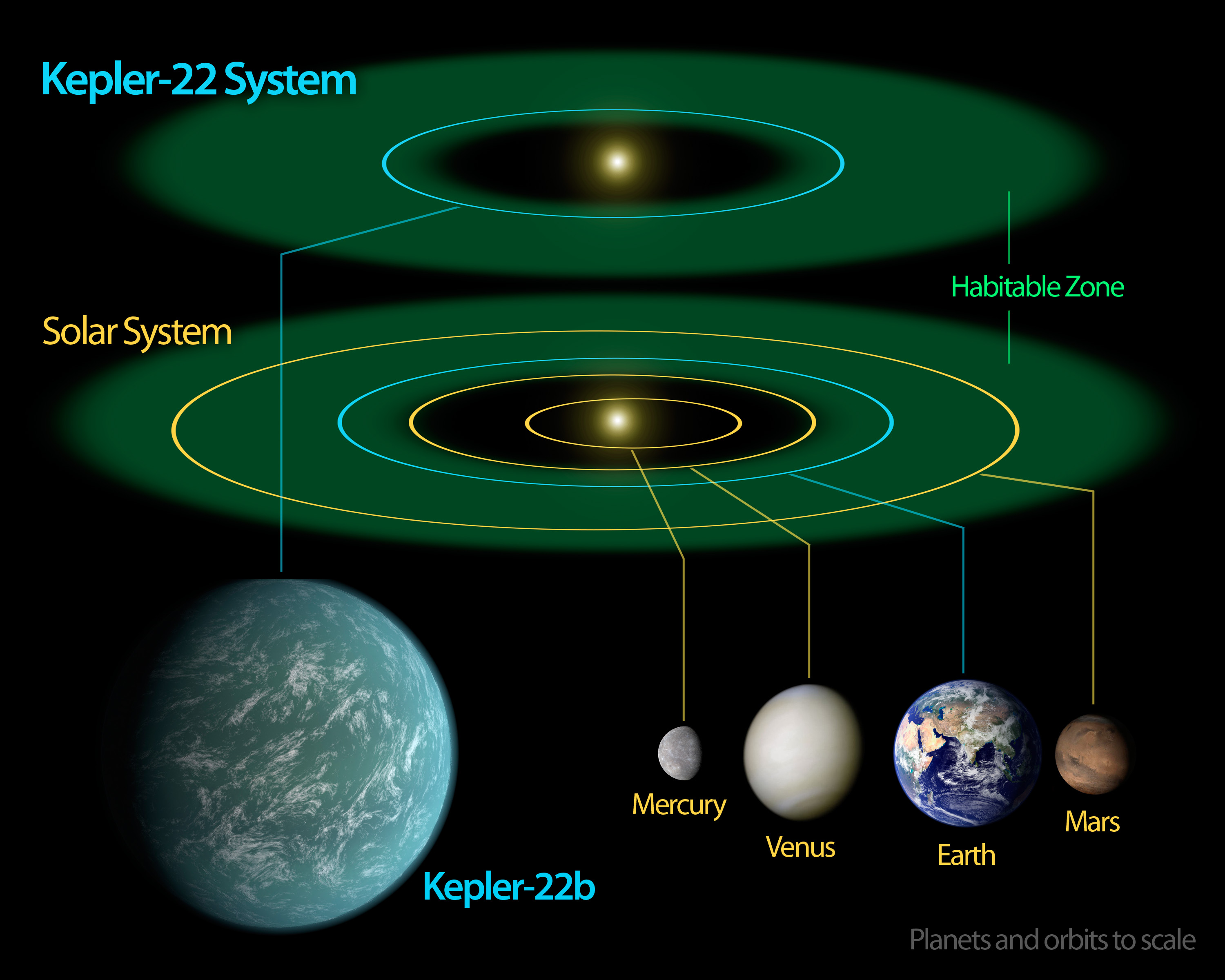
Het Kepler-22-stelsel vergeleken met de kern van het zonnestelsel.
Schematisch overzicht van het HD 37124-stelsel.
Schematisch overzicht van het Gliese 876-stelsel.
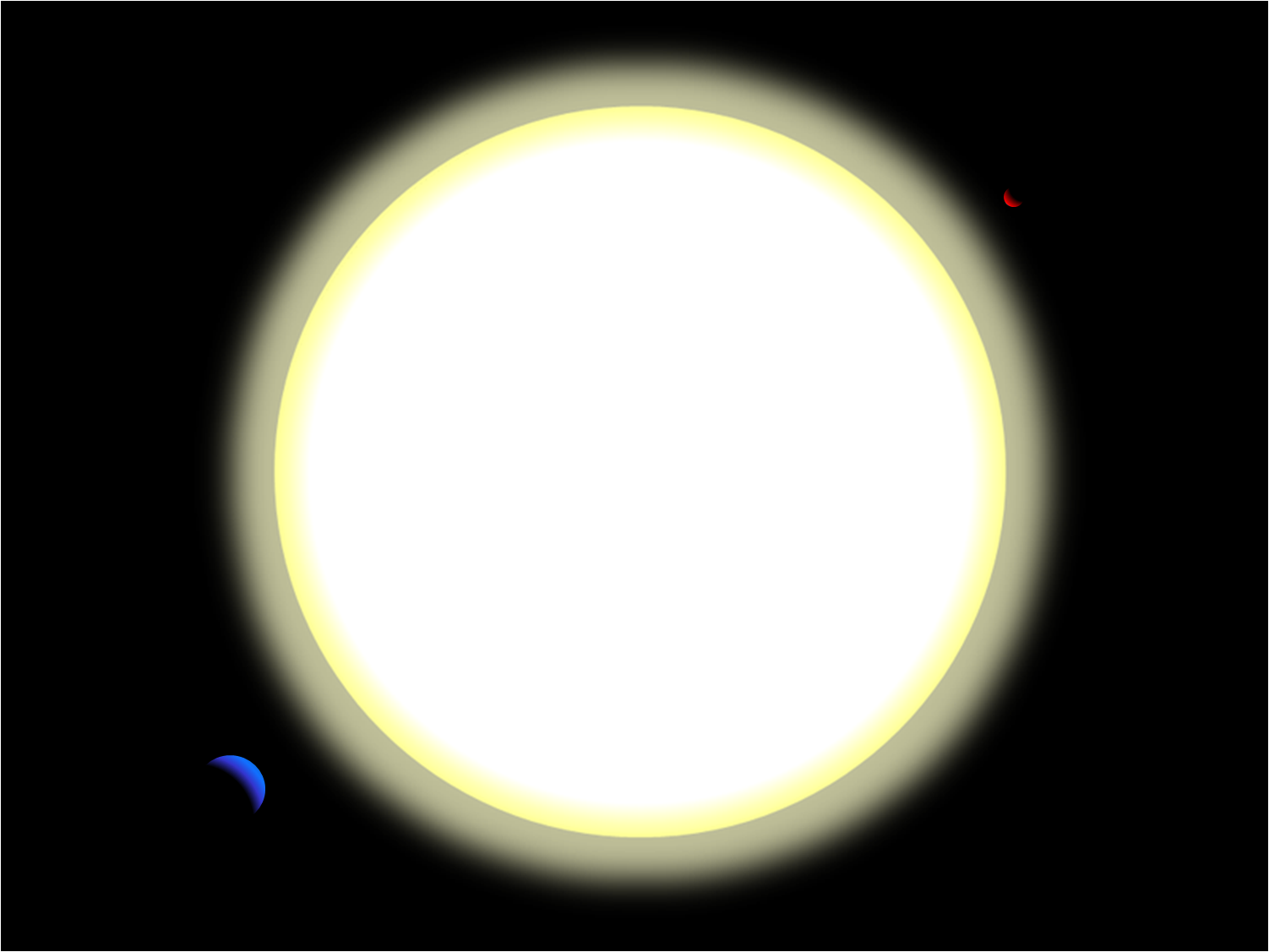
Artistieke impressie van υ And A met twee planeten, binnen het Upsilon Andromedae-stelsel.
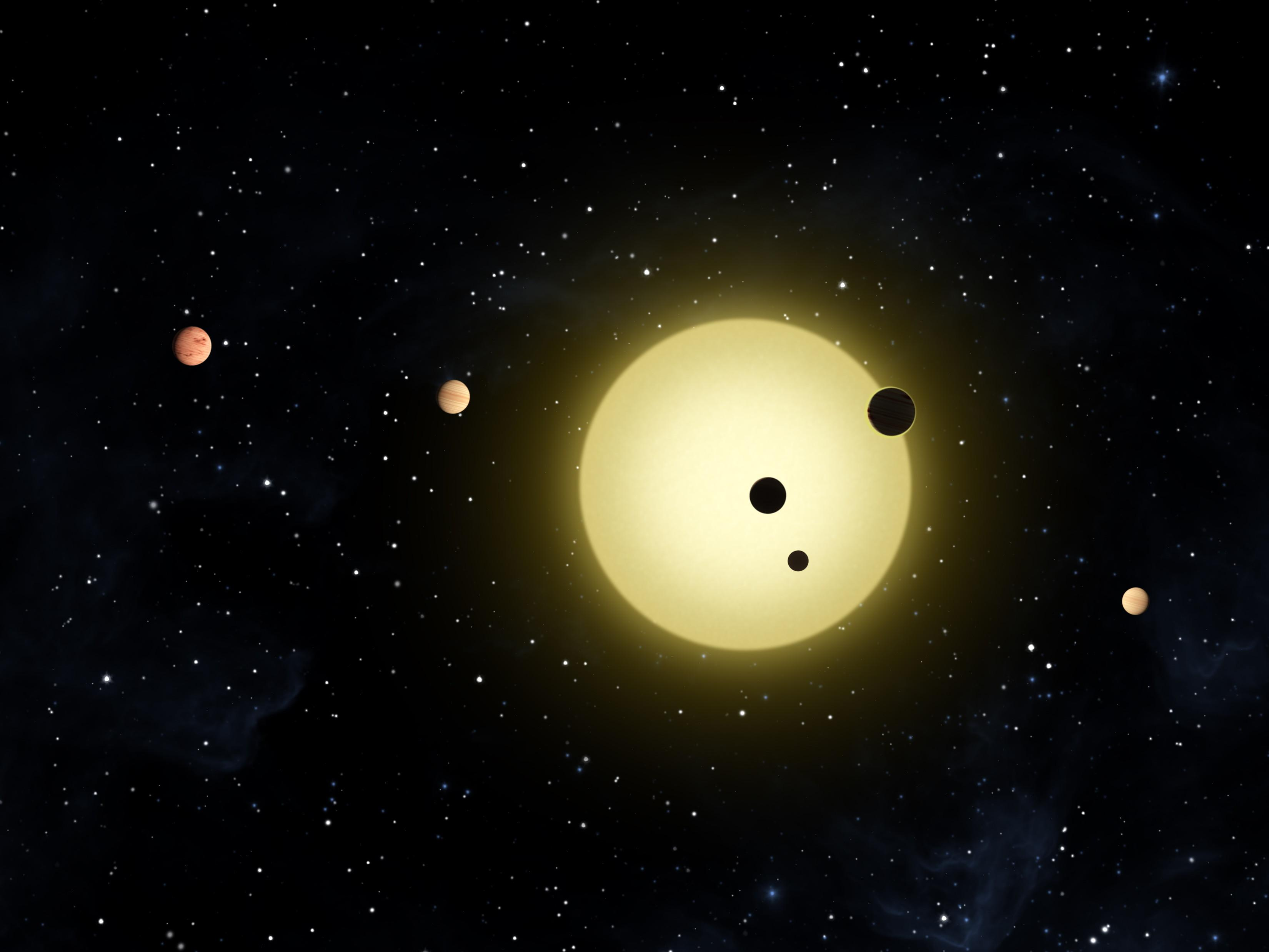
Artistieke impressie van een gelijktijdige overgang van drie planeten vóór Kepler-11, waargenomen door Kepler 26/08/2010.
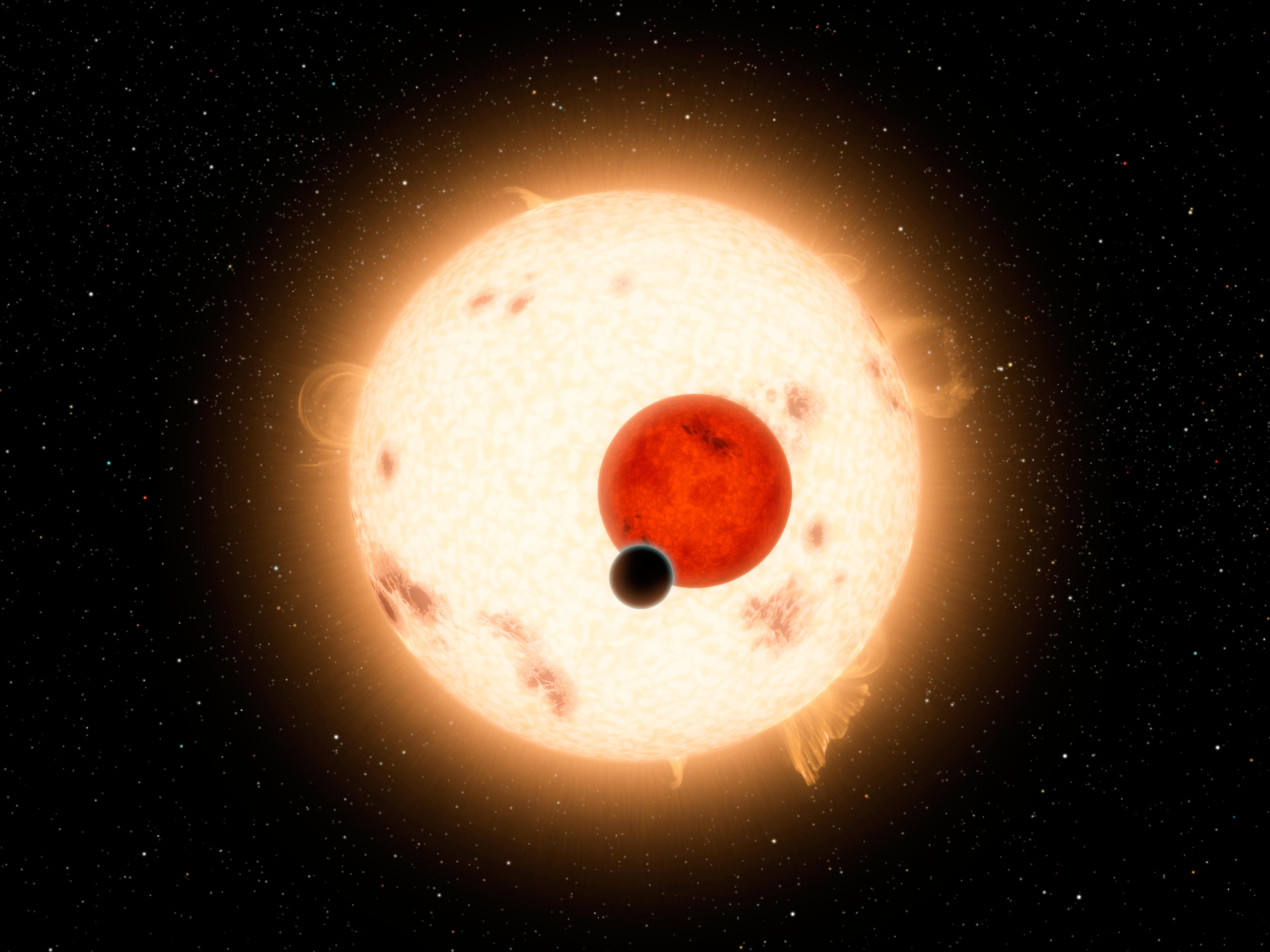
Artistieke impressie van het Kepler-16-stelsel.